# Paveier
Die Paveier sind eine kölsche Mundart- und Karnevalsband. Zu ihren bekanntesten Titeln gehören Buenos Dias Mathias, Ich han de Musik bestellt und Leev Marie.

## Werdegang
Die Formation ging 1983 aus der relativ erfolglosen Country-Band Colonia Rangers hervor und konzentrierte sich in der Folgezeit mit einem neuen Namen auf rein kölsche Musik. Ihr hauptsächlicher Texter und Komponist war Hans Knipp, der ihnen mit den ersten beiden Titeln, Am Ruusemondach und Ich nemm d'r Dom met, zu einer ersten Produktion bei EMI Electrola verhalf. Bald darauf wurden sie von den Gerig Musikverlagen unter dem Label Papagayo produziert. Danach gründete die Gruppe ihr eigenes Label, Pavement Records, bei dem auch andere Kölner Bands wie die Räuber, Brings und die Bläck Fööss spielen.

## Bandname
Der Bandname Paveier, auf Hochdeutsch „Pflasterleger“, ist verwandt mit dem französischen pavé – „Straßenpflaster“. Er geht angeblich auf eine Bezeichnung aus der napoleonischen Zeit zurück, in der viele französische Begriffe Einzug in die kölsche Sprache gefunden haben. Das Wort wurde allerdings in Köln bereits wesentlich früher benutzt und war ein im gesamten niederländischen und westmitteldeutschen Sprachraum verbreitetes Lehnwort. Der Bandname wurde 1983 von Heidi Knipp, der Frau von Songschreiber Hans Knipp, zufällig aus einem Wörterbuch gegriffen und wird IPA: [də˘ pavˈa˘i˘jɵ] ausgesprochen, hörenⓘ.

## Diskografie

### Alben (Auswahl)
- Mer han de Musik bestellt (1984)
- Beim Toni an d’r Iesbud (1985)
- Üvverall (1987)
- 20 Erfolge (1988)
- Alles Okay (1989)
- Lieber Schweigen (1991)
- X Johr (1993)
- Beinah (1993)
- Zwesche Himmel un Ääd (1995)
- Joot jelaunt (1996)
- 15 Johr – Live (1997)
- 15 Johr – Studio (1997)
- Let’s go Kölle (2001)
- Sulang (2002)
- Zom Aanpacke (2006)
- Dat Beste us 25 Johr (2009)
- Die 13. (2010)
- Köln hat was zu bieten (2011)
- Heimat es (2012)
- Leev Marie (2016)
- Kölsche Weihnacht (2016)

### Lieder (Auswahl)
- Ich Nemm D'r Dom met (1983)
- Ich han de Musik bestellt (1984)
- Beim Toni aan d’r Ihsbud (1985)
- Frühling (1985)
- Gran Canaria (1987)
- Buenos dias Mathias (1987)
- Er war der weißeste Mann am Strand (1987)
- Heut brennt mein Iglu (1987)
- Morje (1987)
- Leeve Papp (1987)
- Ävver met e ner Quetsch (1991)
- Beinah, Beinah (1992)
- Mädche nemm mich en d’r Ärm (1993)
- Wenn ich mieh Hätz verlier (1993)
- Jo, die Mädche he us Kölle (1995)
- Dat es Kölle (1995)
- Kritt die Fott och langsam Falde (1995)
- Noch kein Loss noh Hus ze jonn (1997)
- Drieß op dä Dress (1997)
- De Kneip es leer (1999)
- Bütz mich (2000)
- Mir sin Kölsche us Kölle am Rhing (2001)
- Sulang (2002)
- Jo su e Mädche muss ich han (2002)
- Loss se Schwaade (2002)
- Hück weed et joot (2002)
- In Kölle ze Hus (2002)
- Ming Mamm (2002)
- Schön ist das Leben (2006)
- Düxer Strandclub (2006)
- Kölsche Nächte, die sin lang (2006)
- Jo su sin mir Kölsche Jecke (2006)
- Dat jeiht vorbei (2007)
- Mir Kölsche sin prima (2010)
- Köln hat was zu bieten (2012)
- Heimat es (2012)
- Leev Marie (2016)
- Kumm Mädche danz (2016)
- Du häs et schönste Jeseech vun Kölle (2016)
- Uns jeiht et joot (2016)